# Bele Regis Notarius

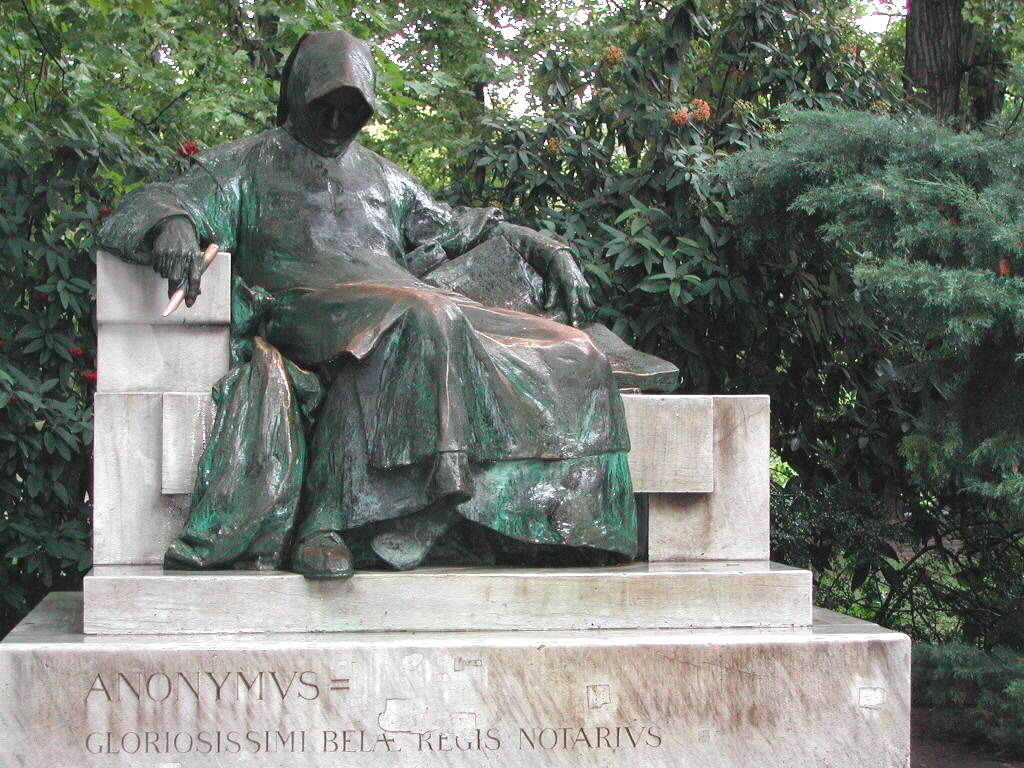
Estatua de Anonymus en el Parque de la Ciudad de Budapest. Creada por Miklós Ligeti en 1903.

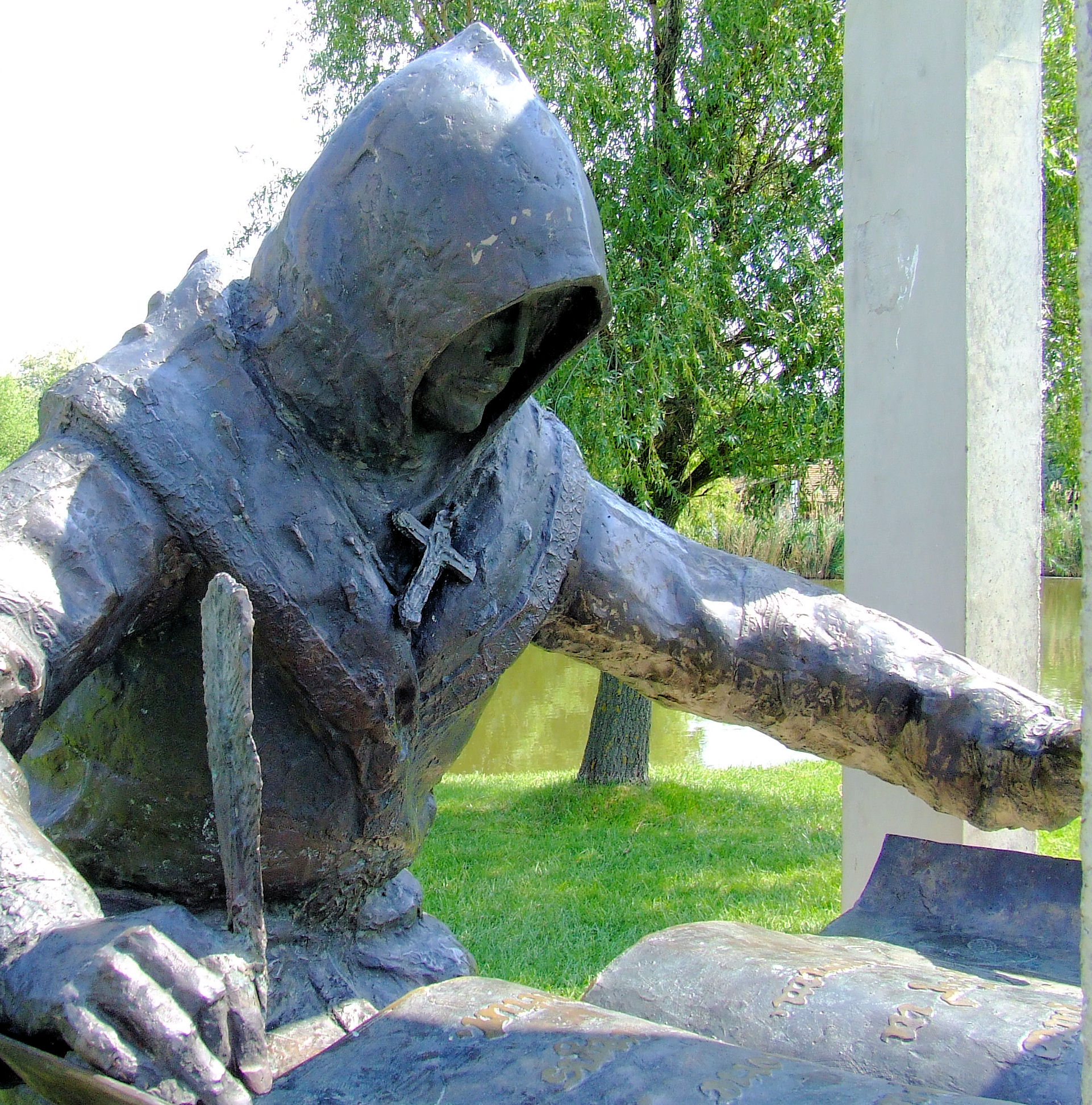
Estatua de Anonymus en el Parque Memorial Nacional Histórico de Ópusztaszer de Ópusztaszer, creada por Mihály Mészáros.

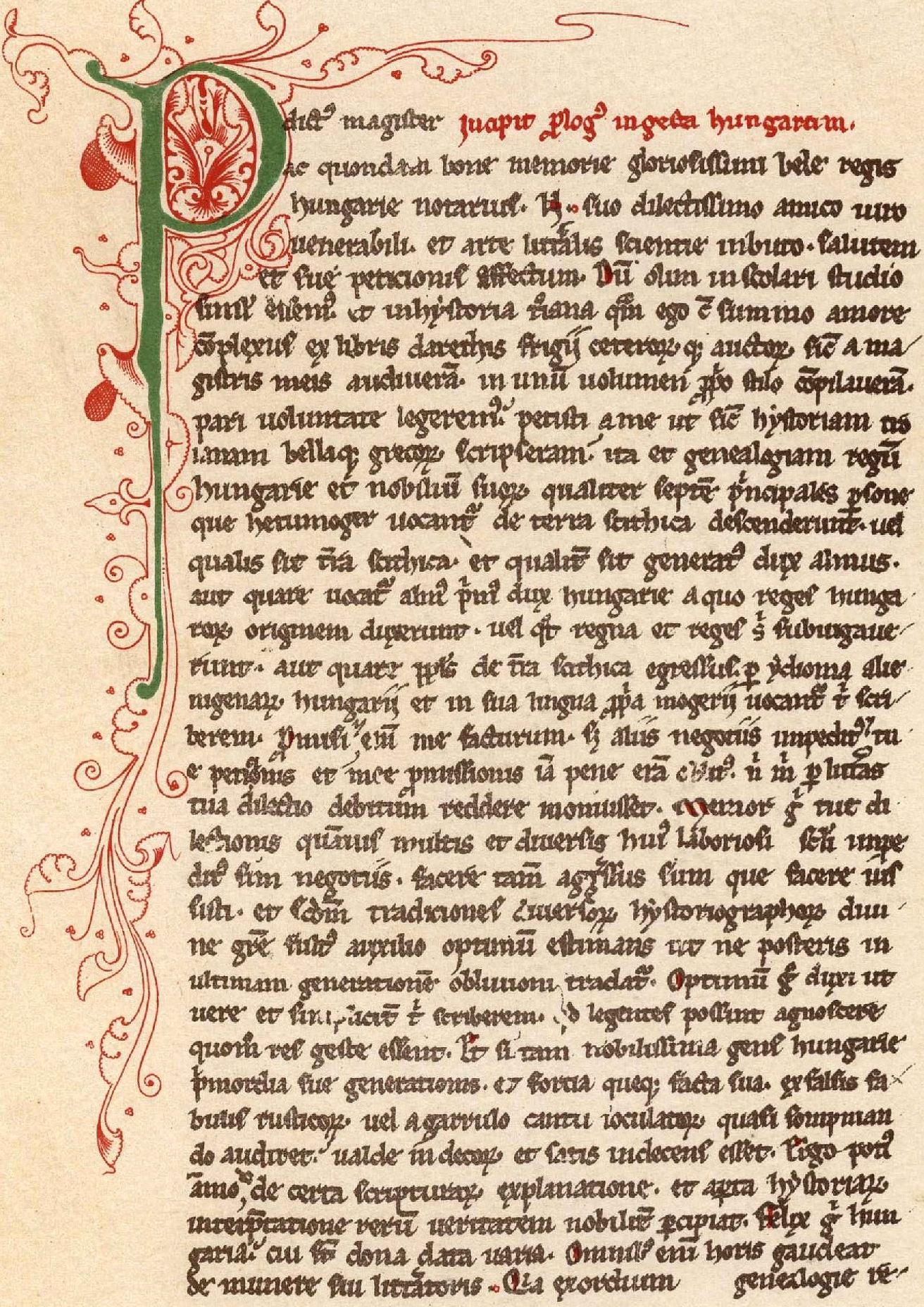
Gesta Hungarorum.

Anonymus o Bele Regis Notarius ("Notario de Béla el Rey"; finales del siglo XII -  principios del siglo XIII) fue el notario y cronista de un rey de Hungría, probablemente Béla III. Se sabe poco sobre él, y su identidad siempre ha sido objeto de debate académico..
Su nombre latinizado comienza por P., nota que conocemos porque se refiere a sí mismo como "P. dictus magister". En un estudio de 1937, el historiador Loránd Szilágyi sugirió que podría tratarse de Pedro, un canónigo de Estrigonia. Varios autores compartieron este punto de vista hasta 1966, cuando el diario literario Irodalomtörténeti Közlemények publicó los artículos de János Horváth, Jr. y Károly Sólyom, que afirmaron que Anonymus era Pedro, obispo de Győr. El renombrado historiador György Györffy rechazó esta teoría en 1970, y consideró la autoría de Pedro, que sirvió como preboste de Buda, a pesar de que no hay datos sobre este personaje.
Anonymus escribió la más detallada historia de la llegada de los húngaros a la Llanura Panónica (húngaro: honfoglalás). Los nombres de los Siete jefes de los magiares son conocidos a través de su obra, aunque los historiadores no los aceptan como auténticos. Escribió su crónica, la Gesta Hungarorum, alrededor de 1200, en latín. La única copia superviviente es del siglo XIII y se encuentra en la Biblioteca Nacional Széchényi de Budapest. Fue traducida al húngaro por István Lethenyey, canónigo de Pécs (1791), István Mándy (1799) y Károly Szabó (1860).
Se sabe por su Gesta Hungarorum que era de la región del Tisza superior y estaba estrechamente ligado a la familia Aba de esta región. En el prefacio, escribió que había estudiado en Europa occidental (probablemente París, donde aprendió el género en el que escribió su Gesta.